# Mandailles-Saint-Julien
Mandailles-Saint-Julien település Franciaországban, Cantal megyében. Lakosainak száma 174 fő (2022. január 1.). Mandailles-Saint-Julien Le Claux, Le Falgoux, Laveissière, Lavigerie, Saint-Cirgues-de-Jordanne, Saint-Jacques-des-Blats, Saint-Projet-de-Salers és Thiézac községekkel határos.

## Népesség
A település népességének változása:
| Lakosok száma | 450  | 276  | 226  | 194  | 199  | 189  | 187  | 183  | 180  | 174  |
|               | 1975 | 1990 | 1999 | 2011 | 2013 | 2016 | 2017 | 2019 | 2020 | 2022 |